# 誤方向リスク
誤方向リスク（英語: Wrong-way risk、WWR）とは、経済・金融に関する用語で、カウンターパーティ（取引相手方）へのエクスポージャーと、カウンターパーティのデフォルト確率の2者間が正の相関関係にある場合に生じるリスクであり、より具体的には同2者の相乗作用により、デフォルト時に期待エクスポージャーが大きく増大してしまうリスクを指す。
対義語として相関関係の正負を逆にした、カウンターパーティへのエクスポージャーと、カウンターパーティのデフォルト確率の2者間が負の相関関係にある場合に生じるリスクを、正方向リスク（英語: Right-way risk、RWR）という。

## 概要
カウンターパーティリスクの要素の一つ。特に、信用評価調整（CVA）の量の評価時に考慮されることのある要素の一つ。
2007年からの世界金融危機においては、誤方向リスク顕在化により市場全体で巨額の評価損が発生しており、以降、誤方向リスク管理の重要性が高まったとされる。

### 別の見方からの定義
誤方向リスクは別の見方から以下のような定義をされることもある。本記事導入部で示した定義と意味はほぼ同じである。
カウンターパーティへのエクスポージャーと、カウンターパーティの信用水準の2者間が負の相関関係にある場合に生じるリスク

## 解説
典型例として、A・B間の、Aをプロテクションの買い手、Bをプロテクションの売り手とするCDS取引を考えることとする。
CDS取引の概要については別記事クレジット・デフォルト・スワップを参照のこと
このCDS取引の参照組織が、Bの関係会社であるような場合に、Aから見ると誤方向リスクが発生していると言える。
より詳細には、このケースにおいては以下2点が成り立つ。
- Aから見たときのBへのエクスポージャーは、（参照組織である）Bの関係会社のデフォルト確率と正の相関関係がある
- Bのデフォルト確率も、Bの関係会社のデフォルト確率と正の相関関係がある

したがって、Aから見たときのBへのエクスポージャーと、Bのデフォルト確率が正の相関関係にあり、誤方向リスクが発生している。

### 概念図
左から、誤方向リスク発生ケース、相関関係のないケース、正方向リスク発生ケース。3つの各グラフ中、縦軸がデフォルト確率、横軸がエクスポージャー。

## 分類 ― 個別誤方向リスクと一般誤方向リスク
誤方向リスクは個別誤方向リスクと一般誤方向リスクに分類できる。

### 個別誤方向リスク
カウンターパーティのデフォルト率と取引のエクスポージャーとが、個々の取引に固有の事情により、正の相関関係を形成する場合に生じる。本記事内#解説で記載したCDS取引に関する例は、個別誤方向リスクの性質が強い。
一般誤方向リスクと比較すると識別が容易であり、そもそも個別誤方向リスクを含むような取引を避けることでそのリスクを制御できるとされる。

### 一般誤方向リスク
カウンターパーティのデフォルト率と取引のエクスポージャーとが、一般的な市場のリスクファクター（金利、株価、為替等）の影響を受けて、正の相関関係を形成する場合に生じる。
リスク管理上で問題となるのは、個別リスク誤方向リスクよりもこちらである場合が多いとされる。

## 誤方向リスクが生じている例
本記事内#解説で記載したCDS取引に関する例に加えて、以下のような取引の例がある。
- 特定のコモディティへの依存性が強いカウンターパーティとの取引[10]

具体的な例として航空会社との原油の先物取引を考える。この例では、原油価格の上昇が、(1)カウンターパーティのデフォルトリスクの上昇（※航空会社であるため、原油価格の上昇は重大なコスト増につながる）と、(2)原油の先物取引の含み益（この場合におけるエクスポージャー）の増加の両方に繋がりやすいと言える。すなわち(1)・(2)には正の相関関係があり、ここに誤方向リスクが生じている。一般・個別の分類では、一般誤方向リスク。
- 新興国の金融機関等との同国通貨を含む為替スワップ・通貨スワップの取引[10]

カウンターパーティの金融機関等のデフォルトリスクの上昇と、相手国の通貨の下落が同時に起きやすいため、当該新興国の通貨の下落により価値が上昇するような取引（例: 新興国通貨を払う通貨スワップ）では、誤方向リスクが生じている。一般・個別の分類では、一般誤方向リスク。
- カウンターパーティと相関の強い企業の株式のプットオプション[10]

カウンターパーティから、カウンターパーティと相関の強い企業（P社）の株式のプットオプションを買っている場合を考える。P社株価が下がると、当該プットオプションがイン・ザ・マネーになりエクスポージャーが増加する一方、カウンターパーティのデフォルトリスクが上昇すると言え、誤方向リスクが生じている。一般・個別の分類では、個別誤方向リスク。
- 金融危機時における金利デリバティブの取引[10]

具体的な例として、変動金利を払い、固定金利を受ける金利スワップ取引について考える。この場合、まず金融危機時では、一般にカウンターパーティのデフォルトリスクの上昇と同時に、（各国公的機関による）緩和的な金融政策により金利の急低下が起こる場合が多いが、それらが起これば当金利スワップ取引のエクスポージャーは（変動金利低下により）増加する一方、デフォルトリスクの上昇が同時に起こるということになり、これが誤方向リスクとなる。一般・個別の分類では、一般誤方向リスク。
- 担保付取引で、カウンターパーティと相関の強い有価証券が担保として差し入れられた場合[11][13][15]

取引に生じるエクスポージャーをカバーするために、カウンターパーティから担保が差し入れられる取り決めをもつ取引（=担保付取引）を考える。そのような取引で、カウンターパーティと相関の強い有価証券（例えばカウンターパーティの発行する債券、カウンターパーティやそのグループ会社の発行する株式、カウンターパーティ株式が組み入れられている株価指数商品、自らの関連会社の株式）がカウンターパーティから差し入れられたとする。何らかの要因でカウンターパーティのデフォルトリスクが高まるという仮定下においては、担保価値は下がり、担保も含めた当該取引全体のエクスポージャーも通常は下がると言え、誤方向リスクが生じている。一般・個別の分類では、個別誤方向リスク。